# Mセットラッパーズ!!
Mセットラッパーズ!!はクラブのDJ仲間、大学、中学の先輩後輩で結成したヒップホップグループ4人組。

## メンバー
- MC湯葉 大阪泉佐野市出身。魚がまったく食べられない。（MCマエCOの中学の先輩）。好きな食べ物は焼き肉。
- MCマエCO 大阪泉佐野市出身。（MC湯葉の中学の後輩）。好きな食べ物はラーメン。
- MC RYOW.AG 沖縄県石垣島出身。体育大学出身。陸上競技100mの沖縄県記録を持っている。もちろんインターハイ出場、国体の出場経験がある。（カズシMCの大学の先輩）。好きな食べ物はゴーヤチャンプル。
- カズシMC 香川県三豊市出身。体育大学出身。陸上競技100mでジュニアオリンピックやインターハイの出場経験がある。体育教師の教員免許をもっている。（MC RYOW.AGの大学の後輩）。好きな食べ物はさぬきうどん。

熱唱オンエアバトルに出場

## 熱唱オンエアバトルの結果
| オンエア?                                     | 放送                                          | 重量（KB） | 順位   | 曲名                      |
| --------------------------------------------- | --------------------------------------------- | ---------- | ------ | ------------------------- |
| オンエア                                      | 43                                            | 421KB      | 3/10位 | ジャパRUN                 |
| オンエア                                      | 48                                            | 397KB      | 2/10位 | 人類みな兄弟              |
| オンエア                                      | 51                                            | 349KB      | 5/10位 | White RAP〜ラブミックス〜 |
| 第2回チャンピオン大会 セミファイナルAブロック | 第2回チャンピオン大会 セミファイナルAブロック | 333KB      | 9/10位 | ジャパRUN                 |

## 経歴
- 2002年　彼らの故郷ともいえる大阪府泉佐野市でメンバーが出会い、『AREA GUERRILLA　crew』を結成・活動を始める。
- 2003年　イベント『AREA GUERRILLA』を立ち上げ、定期的に開催し毎回約300?500人以上の集客を誇るイベントとなる。同年、その中心メンバー、DJ RYOW.AG、湯葉、マエCO、カズシMCでラップグループ『モザイク』を結成。
- 2005年3月　DJ C.Fが加わり、DJ RYOW.AGがMCに転向これを機に『Mセットラッパーズ!!』に改名。
- 2005年4月　プロモーションCD『ジャパRUN』を発売。1,000枚を完売。
- 2005年7月　プロモーションシングルCD『人類みな兄弟』を「AREA GUERRILLA」にて100枚限定で発売、当日完売となる。
- 2005年9月　日本最大のヒップホップの祭典『B-BOY PARK 2005』にも出演
- 2005年10月、11月、12月　『NHK熱唱オンエアバトル』に出演。3回連続でオンエアを勝ち取る。翌年2月には同番組のセミファイナルに出場。
- 2006年4月　アメリカ村を中心に活躍する次世代のヒップホップアーティスト達が参加したコンピレーションアルバム『UNITED AMEMURA』に「FEEEVER!!」が収録される。タワーレコード心斎橋店ではウィークリー総合アルバムチャートで1位を記録。
- 2006年9月　グリコのガム「POsCAM」＆フリーペーパー「MUSIC UP's」の共同プロジェクト「POsCAMサポート・アーティスト」に決定。10月から「music.jp」より着うた配信やWonder GOOにてCDの販売等がスタート。
- 2006年10月　2ndプロモーションCD『AREA GUERRILLA』を発売。
- 2006年11月　国内最大のスノーアイテムコレクション「WINTER SPORTS FESTA 06-07 in Osaka」＠インテックス大阪に出演
- 2007年2月　コンピレーションアルバム「UNITED OSAKA episode 1」がFLAREより発売
- 2007年3月　大阪アメリカ村twiceにてワンマンライブを開催。 300人以上の集客。
- 2007年8月　コンピレーションアルバム「UNITED OSAKA episode 2」が発売

## 過去共演アーティスト
Def Tech//nobody knows+//HOME MADE家族//ET-KING//EAST END//KREVA（ex KICK THE CAN CREW）//LITTLE（ex KICK THE CAN CREW）//SEAMO //FUNKY MONKEY BABYS//韻シスト//瘋癲［FU-TEN］//餓鬼レンジャー//ラッパ我リヤ//GAGLE//タカチャ//エイジアエンジニア//Hi-Times//アルファ//SOFFet//Miss Monday//Heartsdales//Hi-D//COOLON//So’Fly//I THE TENDERNESS//2BACKKA//デリカテッセン//ライムライト//ナイス橋本//BEAT☆NATURE//韻踏合組合//SHINGO☆西成//DOBERMAN INC//BOO//タカツキ//DJ KAORI//DJ MURO//ASIAN2//好色人種//THC!!//RHYMESCIENTIST//tick//BACKLASH//琉球DISCO//琉球UNDERGROUND//ANA//CHOKE SLEEPER//バリデライト//Specialize//他